# 이제승 (1994년)
이제승(1994년 7월 21일 ~ )은 대한민국의 축구 선수이다. 포지션은 수비수이다. 청소년대표 출신으로 2018년 K리그의 다수팀으로부터 이적제의를 받았으나 은퇴를 하였다.

## 선수 경력
이제승은 동국대학교 재학시절 2016시즌을 앞두고 J2리그의 몬테디오 야마가타에 입단했다. 2017년 5월 27일 쇼난 벨마레와의 경기에 출전하면서 프로 데뷔전을 치렀다. 2017시즌이 끝난 후 K리그 영입제의를 뒤로한채 선수 은퇴를 선언하였다.